# باتريك لاركن (روائي)
باتريك لاركن (بالإنجليزية: Patrick Larkin)‏ (4 سبتمبر 1960، فانكوفر في كندا)؛ روائي أمريكي.